# Azijska hokejska federacija
Azijska hokejska federacija (eng. Asian Hockey Federation, kraticom: ASHF) je krovna organizacija za hokej na travi na azijskom kontinentu.
Sjedište se nalazi u malezijskom gradu Kuala Lumpuru.
Po stanju od 15. svibnja 2009., ima 30 članica.
Članica je IHF (Međunarodne hokejske federacije).

## Članice
| Azijska hokejska federacija | Azijska hokejska federacija | Azijska hokejska federacija | Azijska hokejska federacija | Azijska hokejska federacija |
| --------------------------- | --------------------------- | --------------------------- | --------------------------- | --------------------------- |
| Afganistan                  | Bangladeš                   | Brunej                      | Kambodža                    | NR Kina                     |
| Republika Kina              | Hong Kong                   | Indija                      | Indonezija                  | Iran                        |
| Japan                       | Kazahstan                   | Južna Koreja                | Sjeverna Koreja             | Makao                       |
| Malezija                    | Mongolija                   | Mjanmar                     | Nepal                       | Oman                        |
| Pakistan                    | Filipini                    | Katar                       | Singapur                    | Šri Lanka                   |
| Tadžikistan                 | Tajland                     | Turkmenistan                | Ujedinjeni Arapski Emirati  | Uzbekistan                  |

## Natjecanja
Azijska hokejska federacija je krovna organizacija za iduća natjecanja:
- Hockey Asia Cup
- Hockey Junior Asia Cup
- Hockey Asian Champion Clubs Cup

## Poznati dužnosnici
- Manzoor Hussain Atif

## Vanjske poveznice
- Službene stranice